# Conopias
Conopias – rodzaj ptaków z rodziny tyrankowatych (Tyrannidae).

## Występowanie
Rodzaj obejmuje gatunki występujące w Ameryce Centralnej i Południowej.

## Morfologia
Długość ciała 13,5–16,5 cm, masa ciała około 24 g.

## Systematyka

### Nazewnictwo
Nazwa rodzajowa jest połączeniem słów z języka greckiego: κωνωψ konops, κωνωπος konopos – „komar, moskit” oraz πιαζω piazo – „chwytać”.

### Podział systematyczny
Do rodzaju należą następujące gatunki:
- Conopias albovittatus (Lawrence, 1862) – bentewi koroniasty
- Conopias parvus (von Pelzeln, 1868) – bentewi żółtogardły
- Conopias trivirgatus (zu Wied, 1831) – bentewi oliwkowy
- Conopias cinchoneti (von Tschudi, 1844) – bentewi żółtobrewy